# Antoine Devaux
Antoine Devaux (ur. 21 lutego 1985 w Dieppe) – francuski piłkarz występujący na pozycji pomocnika. Obecnie jest zawodnikiem Tours FC.

## Kariera klubowa
Devaux jest wychowankiem Le Havre AC. Początkowo występował tam w ekipie juniorskiej. Do pierwszej drużyny Le Havre AC, wówczas występującej w Ligue 2, został przesunięty w sezonie 2005-2006. W 2008 roku Devaux został wypożyczony do beniaminka Ligue 2 – FC Gueugnon. Od 2008 roku był zawodnikiem US Boulogne. W 2009 roku Devaux został zawodnikiem Toulouse FC.
2 lipca 2012 roku podpisał 3–letni kontrakt z pierwszoligowym Stade de Reims.
| Sezon   | Klub               | Kraj    | Rozgrywki | Mecze | Bramki | Rozgrywki Europy | Mecze | Bramki |
| ------- | ------------------ | ------- | --------- | ----- | ------ | ---------------- | ----- | ------ |
| 2005/06 | Le Havre AC        | Francja | Ligue 2   | 35    | 1      | -                | -     | -      |
| 2006/07 | Le Havre AC        | Francja | Ligue 2   | 15    | 0      | -                | -     | -      |
| 2007/08 | Le Havre AC        | Francja | Ligue 2   | 0     | 0      | -                | -     | -      |
| 2007/08 | FC Gueugnon (wyp.) | Francja | Ligue 2   | 4     | 1      | -                | -     | -      |
| 2008/09 | US Boulogne        | Francja | Ligue 2   | 31    | 4      | -                | -     | -      |
| 2009/10 | Toulouse FC        | Francja | Ligue 1   | 3     | 0      | Liga Europy UEFA | 4     | 1      |
| 2010/11 | Toulouse FC        | Francja | Ligue 1   | 28    | 1      | -                | -     | -      |
| 2011/12 | Toulouse FC        | Francja | Ligue 1   | 22    | 2      | -                | -     | -      |
| 2012/13 | Stade de Reims     | Francja | Ligue 1   | 35    | 0      | -                | -     | -      |
| 2013/14 | Stade de Reims     | Francja | Ligue 1   | 35    | 2      | -                | -     | -      |
| 2014/15 | Stade de Reims     | Francja | Ligue 1   | 16    | 1      | -                | -     | -      |

Stan na: 11 grudzień 2014 r.